# Chiscas (kommun)
Chiscas är en kommun i Colombia.   Den ligger i departementet Boyacá, i den centrala delen av landet, 300 km nordost om huvudstaden Bogotá. Antalet invånare är 5 372.